# Шмелеводство

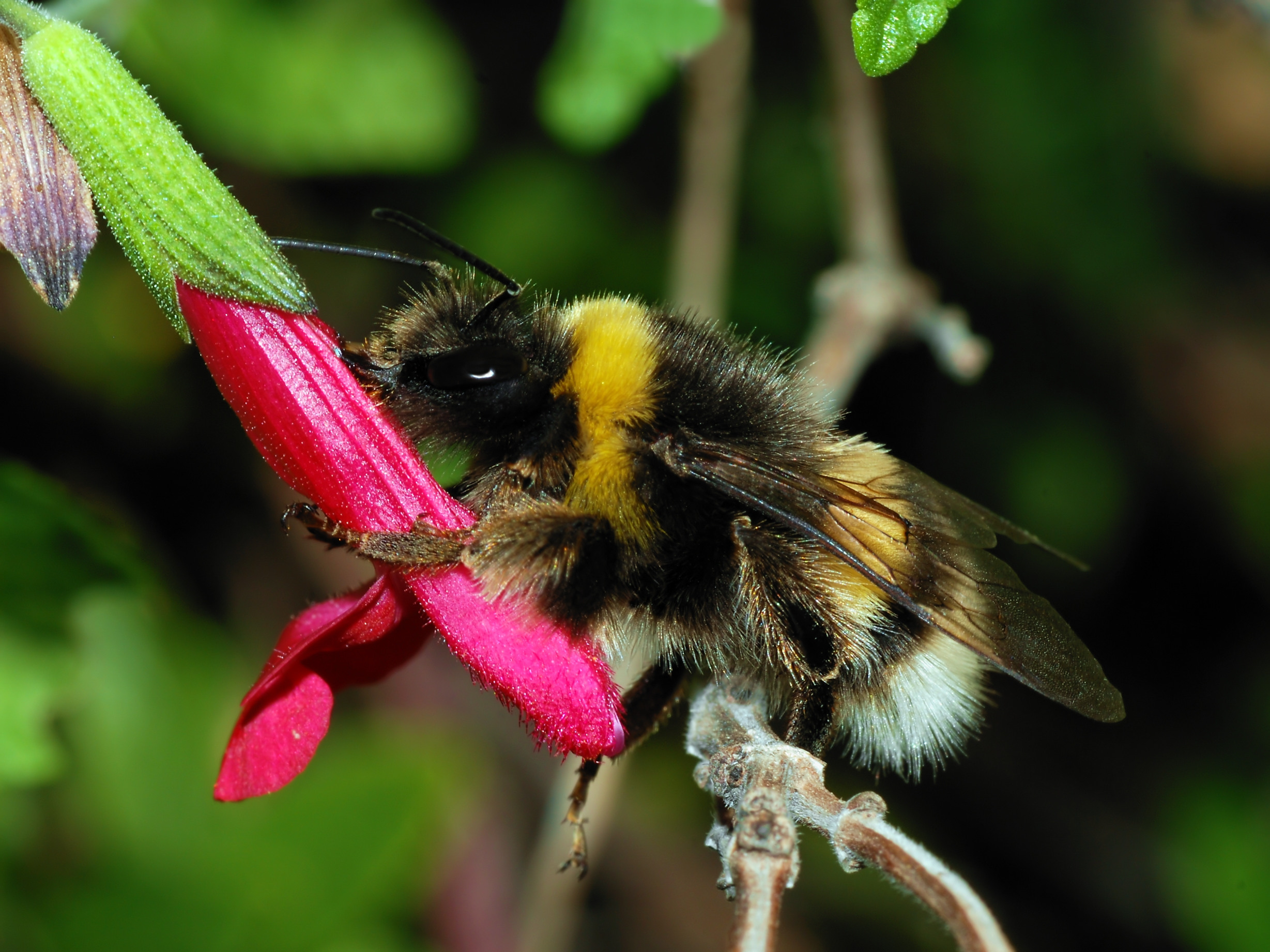

Шмелево́дство — отрасль сельского хозяйства; разведение шмелей для опыления сельскохозяйственных культур с целью повышения их урожайности, побочным продуктом может являться получение шмелиного воска.
Шмелиные ульи устанавливают на сенокосных полях для опыления клевера.
Насекомых используют в теплицах для опыления томатов, стручкового перца, баклажанов, в результате чего хозяйства получают прибавку урожая томатов от 5 до 50 %.
Благодаря низкой агрессивности шмелей они могут широко использоваться на садово-дачных участках.

## История
В 1987 г. в Бельгии была основана компания Biobest, ставшая первой в мире специализирующейся на разведении шмелей. Спустя год этим занялась голландская компания Koppert Biological Systems. На 2015 год в мире насчитывалось более 30 шмелеводческих предприятий.
В российском агропромышленном комплексе шмелеводство не существует в качестве отдельной отрасли. Деятельность предприятий, где разводят шмелей, официально значится как «разведение прочих животных».